# Freestylers
I Freestylers sono un gruppo musicale britannico di musica elettronica formatosi nel 1996 e generalmente associato al filone breakbeat.

## Formazione
Attuale
- Matt Cantor
- Aston Harvey
- Chris Bishop
- MC SirReal
- Rich Budgen
- Dave Budgen
- Clive Jenner

Ex componenti (lista parziale)
- MC Navigator
- Tenor Fly
- Funk Wizard Jay Rock (aka Mad Doctor X)
- Tony Ayiotou
- Joe Henson

## Discografia
Album studio
- We Rock Hard (1998)
- Pressure Point (2001)
- Raw as F**k (2004)
- Adventures in Freestyle (2006)
- The Coming Storm (2013)

DJ Mixes/Compilation
- Essential Mix (1998)
- FSUK2 (1998)
- Rough Technique Vol. 1 (1998)
- Electro Science (2000)
- FabricLive.19 (2004)
- A Different Story Vol. 1 (2007)